# Sethkokna River
Der Sethkokna River ist ein 133 Kilometer langer linker Nebenfluss des Titna River im US-Bundesstaat Alaska. Der von den Tanana-Indianern stammende Flussname wurde 1909 von C. E. Griffin und R. B. Oliver vom U.S. Geological Survey (USGS) notiert.

## Verlauf
Der Sethkokna River verläuft im Alaska Interior südlich des Yukon River und gehört zum Flusssystem des Nowitna River. Er entspringt 2 km westlich vom 437 m hohen Paradise Pass in den Kilbuck-Kuskokwim Mountains auf einer Höhe von etwa 520 m. Der Sethkokna River fließt in überwiegend nordnordöstlicher Richtung durch ein Hügelland. Dabei nimmt er neben weiteren namenlosen Zuflüssen den Paradise Fork Sethkokna River und den Baker Creek von links sowie den Lind Creek und den Sischu Creek von rechts auf. Der Sethkokna River schlängelt sich insbesondere im Unterlauf. Er trifft schließlich auf einer Höhe von 122 m auf den nach Westen fließenden Titna River.

## Einzugsgebiet
Der Sethkokna River entwässert ein Areal von etwa 1288 km². Das Einzugsgebiet misst etwa 70 km in SSW-NNO-Richtung und ist etwa 20 km breit. Im Westen befindet sich der Höhenzug Telsitna Ridge, im Osten liegen die Sischu Mountains und weiter nördlich der Sischu Mountain. Das Einzugsgebiet des Sethkokna River grenzt im Nordosten an das des oberstrom gelegenen Titna River, im Südosten und im Süden an das des North Fork Kuskokwim River sowie im Westen an das des Sulukna River und des Telsitna River.